# Résolution 801 du Conseil de sécurité des Nations unies
Membres permanents
- Chine
- États-Unis
- France
- Royaume-Uni
- Russie

Membres non permanents
- Brésil
- Cap-Vert
- Djibouti
- Espagne
- Hongrie
- Japon
- Maroc
- Nouvelle-Zélande
- Pakistan
- Venezuela

Résolution no 800 Résolution no 802
La Résolution 801 est une résolution du Conseil de sécurité des Nations unies adoptée le 8 janvier 1993, dans sa 3158e séance, concernant la Tchéquie et qui recommande à l'Assemblée générale des Nations unies d'admettre ce pays comme nouveau membre.

## Vote
La résolution a été approuvée sans vote.

## Contexte historique
Regroupant les régions historiques de Bohême et de Moravie et une partie de la Silésie, la République tchèque naît formellement le 1er janvier 1969 de la fédéralisation de la Tchécoslovaquie.
Elle est indépendante depuis le 1er janvier 1993 à l'occasion de la scission de la République fédérale tchèque et slovaque, dernière forme de gouvernement de la Tchécoslovaquie.
À la suite de cette résolution ce pays est admis à l'ONU le 19 janvier 1973 ,.

## Texte
- Résolution 801 Sur fr.wikisource.org
- Résolution 801 Sur en.wikisource.org